# مدیریت پروژه

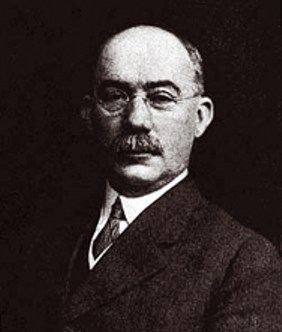
هنری گانت (۱۸۶۱–۱۹۱۹)، پدر تکنیک‌های طرح‌ریزی و کنترل

مدیریت پروژه (به انگلیسی: Project management) تخصیص، پیگیری و کاربرد منابع برای رسیدن به اهداف مشخص در یک دوره زمانی خاص را مدیریت پروژه می‌گویند. به بیان دیگر مدیریت پروژه به‌کارگیری دانش، مهارت‌ها، ابزارها و تکنیک‌ها برای فعالیت‌های پروژه به منظور تحقق الزامات پروژه است. مدیریت پروژه با استفاده از فرآیندهایی چون فرآیندهای آغازین، برنامه‌ریزی، اجرایی، پایشی و اختتامی انجام می‌پذیرد. از طرف دیگر می‌توان مدیریت پروژه را شامل قوانینی دانست که برای شروع، برنامه‌ریزی، اجرا، کنترل و خاتمه کار یک تیم برای دستیابی به اهداف خاص و برآورده کردن معیارهای موفقیت مشخص لازم هستند.
- یک پروژه موقت بوده و دارای آغاز و پایانی مشخص است؛ بنابراین محدوده و منابع تعریف شده‌ای دارد.
- یک پروژه منحصر به فرد و غیرتکراری است و بنابراین یک کار معمولی و روتین نیست. بلکه مجموعهٔ از عملیات است که برای دستیابی به یک هدف واحد طراحی شده است؛ بنابراین یک تیم پروژه معمولاً شامل افرادی است که به‌طور معمول با هم کار نمی‌کنند، بعضی اوقات از سازمان‌ها و حتی چندین جغرافیای مختلف هستند.

## تعریف
فرآیندی است در جهت حفظ مسیر پروژه برای دستیابی به تعادلی اقتصادی و موجه بین سه عامل هزینه، زمان و کیفیت در حین اجرای پروژه که در این مسیر از ابزار و تکنیک‌های خاصی کمک گرفته می‌شود. در واقع کنترل اجرای دقیق و کامل برنامه تدوین شده برای پروژه است به‌طوری که هنگام خروج از برنامه بتوان با تشخیص علل و طرح اقتصادی‌ترین فعالیت‌ها، پروژه را به نزدیک‌ترین حالت ممکن در مسیر اولیه و اصلی خود بازگرداند. کنترل پروژه در این راه از سه عامل زیر بهره می‌گیرد:
1. تعیین وضعیت واقعی پروژه
2. مقایسه وضعیت واقعی با برنامه
3. در نظر گرفت اقدام اصلاحی

نرم‌افزارهای رایج کنترل پروژه شامل سری نرم‌افزارهای پریماورا (نرم‌افزار) و همچنین نسخه‌های ام‌اس پروجکت می‌باشد.

## مهندسی مدیریت پروژه
مهندسی مدیریت پروژه (به انگلیسی: Engineering Project Management) یا همان رشته مدیریت پروژه و ساخت (به انگلیسی: Project Management and Construction) تلفیق علم، هنر و فن است و به منظور آموزش برای انجام فعالیت‌های آماده‌سازی، نظارت و اجرای پروژه به ویژه پروژه‌های عمرانی طرح‌ریزی شده است. ویژگی اصلی تخصصی مهندسی مدیریت پروژه، ماهیت بین رشته‌ای آن است. این رشته تلفیقی از رشته‌های عمران، صنایع و مدیریت می‌باشد.
برای مدیریت پروژه روش‌های و طرح‌های بسیاری وجود دارد که بسته به نوع پروژه و شرایط ویژه آن اتخاذ می‌شود نحوه مدیریت پروژه تأثیر مستقیمی بر رسیدن به اهداف آن دارد.
هر چند که رویکرد مدیریت پروژه یک رویکرد کاملاً اقتضایی است اما با فرموله کردن موضوع می‌توان از درست بودن تصمیم‌های گرفته شده اطمینان حاصل کرد.
انجمن مدیریت پروژه APM در سال ۱۹۹۲ اولین سری استاندارد دانش مدیریت پروژه (Project Management Body Of Knowledge) که به اختصار پی‌ام‌بی‌اوکی خوانده می‌شود را ارائه نمود که تاکنون ۴ بار این استاندارد بازنگری شده است. این استاندارد حاوی الزاماتی برای مدیریت پروژه می‌باشد که تضمین‌کننده رسیدن به اهداف پروژه‌ها می‌باشد. بر اساس پم‌باک هر پروژه به ۵ مرحله آغاز، برنامه‌ریزی، اجرا، کنترل و خاتمه تقسیم شده که مرحله کنترل در تمام چهار مرحله گفته شده همواره در جریان است و این استاندارد برای اجرای موفق این ۵ مرحله راهنمایی‌های کاربردی ارائه می‌کند.
سازمان جهانی استانداردسازی (ISO) با توجه به نتایج موفق به دست آمده از اجرای پم‌باک اقدام به تدوین استاندارد جهانی ISO 10006 نمود و این استاندارد بین‌المللی می‌رود در جهان جانشین موفقی برای سایر روش‌های مدیریت پروژه گردد. اجرای این استانداردها به ویژه به شرکتهایی که پروژه‌های بزرگ صنعتی و عمرانی را اجرا می‌کنند یا در مناقصه‌های بین‌المللی شرکت می‌نمایند توصیه می‌شود.

## برنامه‌ریزی و کنترل پروژه

مثلث کنترل پروژه، فلش‌ها: هزینه، طرح، برنامه زمانی

1. تهیه ساختار شکست کار پروژه WBS
2. برنامه‌ریزی و کنترل پروژه به روش مسیر بحرانی CPM
3. برنامه‌ریزی و کنترل پروژه به روش PERT
4. بودجه بندی پروژه‌ها و زمانبندی منابع مورد استفاده
5. تهیه گزارش از روند و پیشرفت پروژه‌ها
6. تهیه گزارش کارگاهی و مدیریتی
7. مشارکت در تحلیل پروژه و تهیه طرح‌های بهبود
8. خدمات هزینه یابی پروژه تهیه صورت وضعیت

نکته اصلی قابل توجه شروع و توسعه ابزار BIM است که می‌تواند با یکپارچه‌سازی تمامی فرایندهای مدیریت و کنترل پروژه به بهینه‌سازی فرایندها و همچنین افزایش بهره‌وری بینجامد.

## کنفرانس‌های معروف
- ipma2014[۴]
- International Group for Lean Construction[۵]
- ARCOM Conferences[۶]
- ISEC[۷]
- IRAN-National Conference of Construction & Project Managment[۸]

## تفاوت با مدیریت ساخت
گرایش مدیریت پروژه و ساخت جزو گرایش‌های معماری در مقطع کارشناسی ارشد می‌باشد مباحث مدیریت پروژه و ساخت در حوزه معماری و ساخت و ساز با دید تخصصی و نگاه معماری و عمرانی تدریس می‌شود و مدیریت پروژه در ارشد صنایع با دید سیستمی، مدیریت پروژه قبلاً به صورت یکی از فیلدهای رشتهٔ صنایع بود و به این صورت بود که فارغ التحصیلان رشتهٔ صنایع (تولید صنعتی) به عنوان مدیر پروژه در بخش صنعتی مشغول به کار می‌شدند. از دید مدیریت پروژه برای هر چیزی می‌توان پروژه تعریف کرد حالا چه با دید عمرانی صنایع یا معماری و کلا خود مدیریت پروژه مقوله ای مستقل از بحث عمران یا صنایع می‌باشد. با سیستماتیک شدن مقولهٔ ساخت وساز به برنامه‌ریزی و مدیریت در این زمینه احساس نیاز بیشتری می‌شد؛ و در پاره‌ای موارد مهندسین صنایع که دانش کافی در مقولهٔ ساخت نداشتند به عنوان مدیران پروژه‌های ساختمانی مطرح می‌شدند. . مدیریت پروژه به‌کارگیری دانش، مهارتها، ابزار و تکنیک‌های لازم در اداره جریان اجرای فعالیت‌ها، به منظور رفع نیازها و انتظارات متولیان از اجرای پروژه است. مدیریت پروژه در اجرای این مهم از دو بازوی قدرتمند برنامه‌ریزی وکنترل پروژه بهره می‌گیرد. لازم است ذکر شود که این رشته زیرگروه رشتهٔ معماری (گروه هنر) با کد ۱۳۶۱ در دفترچه آزمون سراسری و جزء رشته‌های شناور یا ستاره دار می‌باشد که با مدرک لیسانس هر رشته می‌توان این گرایش را به عنوان رشتهٔ دوم انتخاب نمود. اما گرایشی کاملاً تخصصی از رشتهٔ عمران به نام «مدیریت ساخت» وجود دارد، که سر فصل دروس امتحانی متفاوت از گرایش مدیریت پروژه و ساخت دارد و تا حدی نیز زمینهٔ کاری کاملاً کارگاهی دارد.

## مثلث استعداد PMI
مثلث استعداد PMI اشاره به مهارت‌های لازم برای یک مدیر پروژه ایده‌آل دارد. این سه مهارت شامل مهارت‌های فنی، رهبری و مدیریت کسب‌وکار و استراتژیک هستند. منظور از مهارت‌های فنی مهارت‌هایی مانند برنامه‌ریزی، مدیریت ریسک، تهیه ملزومات پروژه و این دست مهارت‌ها است. منظور از مهارت‌های رهبری نیز اغلب مهارت‌های نرم مثل تعامل مناسب با اعضای تیم، تیم‌سازی، تصمیم‌گیری و از این قبیل مهارت‌ها به‌شمار می‌رود. منظور از مهارت‌های استراتژیک نیز بینش دقیق مدیر پروژه نسبت به کسب‌وکار و مهارت‌های لازم این دسته است.

## بومی‌سازی استانداردهای مدیریت پروژه
نقطهٔ شکست در پیاده‌سازی استانداردها از همان ابتدای اقدام به این مهم شروع می‌شود. عموماً در سازمان‌ها تلاش می‌شود استانداردها همانگونه که عنوان شده‌اند پیاده‌سازی گردند حال اینکه زیرساخت‌های اداری، رفتار سازمانی، حامیان و … باعث می‌گردند که تیم پیاده‌سازی به سان جراحی زبردست روش‌های متنوعی در جاری ساختن استانداردها به کار گیرد. یا تغییرات و اصلاحاتی را مناسب با نیاز خود شکل دهد. توجه به این مهم برای کلیهٔ سازمان‌ها الزامی است و تحقیق و جستجو در آن می‌تواند موجبات موفقیت سازمان را در سازوکار مدیریت پروژه آن فراهم آورد.
کاملاً واضح است افرادی که مدیریت بهتری بر روی پروژه‌های شخصی خود داشته باشند (مدیریت پروژه‌های اهداف شخصی بایگانی‌شده  در ۲ اوت ۲۰۲۰ توسط Wayback Machine) بهتر و بیشتر به اهدافشان دست می‌یابند و موفقیت‌های بیشتری را کسب می‌کنند. از آنجا که در طول عمر هر فرد زمان و توان مالی (منابع) برای صرف در پروژه‌ها محدودیت دارد؛ هر فرد باید برای اهداف زندگی خود پروژه‌هایی را تعریف کرده و سپس با کمک برنامه‌ریزی، یک نقشه کلی از کارهای هر پروژه در بازه‌های زمانی معین و منابع مورد نیاز آن‌ها را تهیه نماید. تا بتواند حداکثر استفاده از زمان و منابع خود، برای رسیدن به اهداف زندگی را داشته باشد.

## نرم‌افزارهای مدیریت پروژه
- نرم‌افزار msp (مایکروسافت پروژه)
- جیرا
- ترلو